# Tamna
Il regno di Tamna (탐라국?, TamnagukLR) governò l'isola coreana di Jeju da tempi molto antichi (57 a.C.) fino alla sua annessione da parte della dinastia coreana Joseon nel 1404. Il regno è anche noto in altre fonti come Tangna (탁라?), Seomna (섭나?), o Tammora (탐모라?). I giapponesi lo chiamavano Tanra o Dōra. Tutti questi nomi significano "paese insulare".
Non esistono documenti storici sulla fondazione di Tamna. Una leggenda locale narra di tre divini fondatori - Go (고?), Yang (양?) e Bu (부?) - che sarebbero emersi da tre buchi nel suolo dell'isola nel XXIV secolo a.C. Questi buchi, noti come Samseonghyeol (삼성혈?) sono ancora visibili nella città di Jeju.
Evidenze archeologiche dimostrano che Tamna intratteneva relazioni commerciali sia con la penisola coreana, sia con la Cina degli Han, nonché con il Giappone fin dall'era Yayoi. Il primo riferimento storico al regno di Tamna sembra risalire al III secolo, nelle cronache dei Tre Regni cinesi. Le Cronache parlano di uno strano popolo detto "Juho", abitante in una grande isola vicina alla Corea. Queste genti, con una cultura ed una lingua peculiari, avrebbero avuto rapporti con il popolo del Mahan sulla penisola. Tuttavia, l'identità dei "Juho" con gli abitanti di Tamna è stata messa in dubbio da studiosi come il nord-coreano Lee Chirin (이지린?), il quale identifica "Juho" con una piccola isola del Mar Giallo.
Secondo la cronaca coreana Samguk sagi, nel 476 Tamna entrò in relazioni tributarie con il regno di Baekje che aveva forti legami col Giappone, all'epoca nel periodo Yamato. Baekje era il partner politico ideale per Tamna, tuttavia, quando Baekje fu conquistato da Silla, Tamna si sottomise al nuovo regno. A quest'epoca risale l'attribuzione da parte di Silla di titoli ufficiali ai tre principati di Tamna: Seongju (성주?, 星主?), Wangja (왕자?, 王子?) e Donae (도내?, 都內?). Alcune fonti indicano che questa investitura ebbe luogo durante il regno di re Munmu di Silla, nel tardo VII secolo.
Tamna tentò di reclamare la propria indipendenza per breve tempo dopo la caduta di Silla nel 935, ma venne conquistato dalla dinastia Goryeo nel 938 e definitivamente annesso nel 1105. Ciò nonostante, il regno mantenne una certa autonomia locale fino al 1404, quando re Taejong di Joseon la sottomise definitivamente al governo centrale e pose fine al regno. Un evento particolarmente importante degli ultimi secoli di Tamna fu la ribellione di Sambyeolcho, soffocata nel sangue nel 1274.